# Kylix paziana
Kylix paziana é uma espécie de gastrópode do gênero Kylix, pertencente a família Drilliidae.